# Euphyia renei
Euphyia renei är en fjärilsart som beskrevs av Felix Bryk 1948. Euphyia renei ingår i släktet Euphyia och familjen mätare. Inga underarter finns listade i Catalogue of Life.